# Antonio Ríos
Epifanio Antonio Ríos (La Escondida, provincia del Chaco, Argentina; 17 de agosto de 1954), conocido también como «el Maestro», es un cantante y músico argentino de cumbia y folclore.

## Biografía
Epifanio Antonio Ríos nació el 17 de agosto de 1954 en La Escondida, un pueblo a 60 kilómetros de Resistencia, capital de la provincia del Chaco. Allí nacieron también sus cinco hermanos. Su padre, que trabajaba en la única fábrica taninera del pueblo. En el pueblo también vivían sus tíos y sus primos. Cuando la fábrica cerró, su padre tuvo que migrar a Buenos Aires para buscar una casa allí, dejando la familia a su suerte. Esos tiempos fueron duros para Antonio, quien vivió sumergido en la pobreza: andaba descalzo, y con su familia vivían a mazamorra con el maíz que sembraba su madre. Finalmente su padre volvió y partieron hacia Villa Fiorito (el mismo barrio donde nacería Diego Maradona).
Antonio ensayaba en casa con sus hermanos. Un día fue un muchacho a buscarlos para tocar ocho noches consecutivas en los carnavales. Era un club cerca de su casa, donde los conocían todos. A los doce años comenzó a trabajar en una curtiembre, en la etapa de terminación, donde se le da el toque final a los cueros.
Sus pasiones eran: cantar y jugar al fútbol. Cuando terminaba de lustrar zapatos se iba al club. Jugaba para El Porvenir, y cuando salía de ahí, entraba a vocalizar. Según él mismo cuenta, jugaba bien, sin embargo no pudo ser futbolista porque cuando tuvo la oportunidad de ir a jugar a Racing Club, El Porvenir no le dio el pase porque era el goleador. Fue ahí cuando largó y se dedicó de lleno a cantar: estudió tango, melódico y folclore.
A los dieciocho comenzó a tener problemas con su trabajo en la curtiembre ya que lo bajaron a la ribera, la parte más pesada, donde, con botas y delantal, metido en el agua, pelaba cueros bajándolos salados, con pelo. No había montacargas; cargaban los cueros mojados a hombro.
Cuando cumplió 20 años trabajo en una verduleria. Las cosas comenzaron a irle bien, de manera que abandonó la música. Posteriormente, se casó con una mujer llamada Marta. A los 26 vino el grupo de un amigo suyo, que hacía rock. Tenían que grabar y él estaba afónico tras sufrir un problema en su voz, y decidieron llamarlo. Su mujer, Bárbara Arana, le dijo que si volvía a la música ella se separaba. Antonio decidió cantar.

### Los grupos
En 1982 tuvo la oportunidad de incorporarse al grupo Green —hoy encabezado por Chelo Torres—. El grupo tenía bastante trabajo, pero dos años después lo reeplazaron, argumentando que cantaba demasiado fuerte.
En 1987, el productor del grupo Sombras lo convocó para formar el coro de ese grupo y casi accidentalmente el cantante principal dejó el grupo por una oferta y por decisión del productor, Ríos comenzó a ser la voz principal. Presentaron un demo: cuando lo escuchó el director de la compañía dijo «me gusta todo [de este grupo], menos la voz». El grupo lo defendió y pudo quedarse. Durante esta etapa, el tema de más éxito fue La mala gata.
En 1989, se separan del Grupo Sombras por problemas internos tres de los integrantes: Antonio Ríos (la voz), Reynaldo Valverde (la guitarra) y Jorge Cruz (el bajo) y deciden formar el conjunto: Malagata, conservando el nombre del último éxito de Sombras y para que el público los identificara fácilmente. Debido al éxito llegaron a hacer 28 shows por fin de semana. En consecuencia Ríos pudo sostenerse económicamente. Muchos recuerdan como exhibía orgulloso su Mercedes Benz. El éxito lo acompañó durante cinco años más y en 1994 decidió abandona el grupo para iniciar su carrera como solista, con lo cual quedaba al frente de Malagata Reynaldo Valverde, quien no quiso retirarse del grupo junto con él.

### Carrera solista
Antes de iniciar su carrera de solista, Antonio, en compañía del músico y tecladista Marcos Bustamante, se les ocurren la idea de organizar un casting para encontrar a jóvenes músicos y cantantes formando un grupo musical de cumbia, así nació la banda Ráfaga, este grupo que, al pasar los años, ya es todo un éxito musical tanto en su natal Argentina como en el resto de Latinoamérica y casi el rincón del continente europeo.
Con 40 años, en la compañía no tenían muchas esperanzas. Edita su primer disco en 1995, La gata, que se consagró como Disco de Oro. Estaba tan peleado con Malagata que compuso el tema La gata: «Ay mamá, me siento aliviado, al fin se ha marchado esa mala gata que tanto daño me había causado». La canción que más se escuchaba era «Yo Me Estoy Enamorando». Lo llamaron de España, fue a Francia, Suecia, Estados Unidos y sonó hasta en Japón.
En 1996, lanzó su segundo disco como solista y el más icónico, El maestro. En este trabajo está incluido el tema «Nunca me faltes», canción que sonó en todo el país y que pronto se convirtió en un clásico que marcó la carrera de Ríos. Este CD alcanzó la distinción disco de platino.
Su música había logrado traspasar las fronteras del país, y cuando su obra ya se escuchaba en Chile, edita su tercer trabajo en 1997: Sigue siendo el maestro. Con este trabajo repite el éxito anterior alcanzando el disco de platino.
En 1998 prepara el lanzamiento de su cuarto álbum: A toda voz, con una producción especial que contó hasta con un videoclip del tema “Nadie sabe” hecho en Francia durante el Mundial 98. Este disco fue grabado en estudios “Panda” y cuenta con la colaboración del cantante Tony Angel en los coros, En este mismo año Ríos recibe la distinción Disco de Diamante, en reconocimiento por haber superado 1.200.000 unidades vendidas en toda su trayectoria. Fue el primer artista tropical en recibir esta distinción.
El Maestro prepara para 1999 una nueva sorpresa: por primera vez un artista popular lanza al mercado un disco doble: El disco doble del siglo. Contaba 12 cumbias y 12 baladas. Este CD alcanzó el reconocimiento Disco de Doble Platino.
El nuevo milenio lo encuentra editando su nuevo material Ni un paso atrás, del 2000. En sus canciones se mantienen las letras románticas pero con el ritmo y la fuerza propia de este artista.
Con Tierra querida, su flamante disco de folclore ya en la calle, Ríos se dio el gusto de cantar uno de sus géneros favoritos.
En 2005 recibió el Premio Konex - Diploma al Mérito como uno de los mejores 5 cantantes de Cuarteto/Tropical en su país natal.
En 2010 colaboró con la cantante chilena Catalina Palacios en la canción «Eres lo que busco», para su segundo álbum de estudio Kata.
En 2019 colaboró con RDK (agrupación compuesta del cantante de rap chileno Omega el Ctm, el productor colombiano Jbeat, y el deejay argentino Dj Akrylik) en la canción «Gitano», además participó el rapero argentino Dong Kingtana dicho track incluye videoclip y además fue incluido en su álbum titulado Rap De Kulto Edición Deluxe lanzado en febrero del año 2021.
En 2020, Antonio lanzó su disco tributo al recordado cantautor y compositor mexicano Juan Gabriel, llamado Homenaje a Juan Gabriel. Este disco contiene las versiones de varios éxitos del recordado cantautor mexicano, denominado "El Divo de Juárez", además, lanzó el video musical de la versión de uno de sus temas, «El Noa Noa».

## Discografía

### Grupo Sombras
- 1988: A todo baile - Leader Music
- 1989: Vibrando con...
- 1990: Golpe norteño (Compilado) - Leader Music

### Grupo Malagata
- 1990: Grupo Malagata
- 1991: Con toda la onda - Leader Music
- 1991: Golpe norteño 2 (Compilado)
- 1992: En el cielo las estrellas - Leader Music
- 1993: Gigantes (Compilado)
- 1994: Mas arriba que nunca
- 1994: Gigantes 2 (Compilado)

### Solista
- 1995: La gata - LEADER MUSIC
- 1996: El maestro - LEADER MUSIC
- 1997: Sigue siendo el maestro - LEADER MUSIC
- 1998: A toda voz - LEADER MUSIC
- 1999: El disco del siglo (volumen I) - LEADER MUSIC
- 1999: El disco del siglo (volumen II) - LEADER MUSIC
- 2000: Ni un paso atrás - LEADER MUSIC
- 2001: 31 éxitos enganchados - LEADER MUSIC
- 2001: Música, maestro - WARNER MUSIC ARGENTINA S.A.
- 2002: Pidamos a Dios - WARNER MUSIC ARGENTINA S.A.
- 2002: La historia de un maestro - LEADER MUSIC
- 2004: Homenaje a don José - LEADER MUSIC
- 2004: Los más grandes éxitos - LEADER MUSIC
- 2005: El original - LEADER MUSIC
- 2006: Para mi tierra querida - LEADER MUSIC
- 2007: Amor sin fronteras - LEADER MUSIC
- 2007: 20 Grandes Éxitos - LEADER MUSIC
- 2008: Sonido 2008 - LEADER MUSIC
- 2008: Megamix 24 Super Hits - LEADER MUSIC
- 2008: Auténtico - GARRA RECORDS
- 2009: La Vigencia de un Grande - GARRA RECORDS
- 2010: Boleros: Una Voz para todo el Mundo - GARRA RECORDS
- 2010: 20 Grandes Éxitos - Solo lo mejor - GARRA RECORDS
- 2011: Te metiste en mi corazón - MAGENTA
- 2012: Éxitos de ayer y hoy - MAGENTA
- 2013: Mejor imposible - PROEL MUSIC
- 2013: Antonio Ríos / Sebastián - Mejor imposible - PROEL MUSIC
- 2014: Homenaje a los Grandes del Chamamé - PRODUCCIONES UTOPÍA S.R.L.
- 2016: Gitana Amada - Distribuidora Belgrano Norte S.R.L.
- 2017: Sus Éxitos Vigentes - Plaza Independencia
- 2019: Cuarteto al estilo del Maestro - Plaza Independencia
- 2020: Homenaje a Juan Gabriel - Plaza Independencia
- 2022: En la cima - FaroLatino Music
- 2023: Antonio Ríos y sus bachatas - FaroLatino Music

## Sencillos promocionales
- 1995: Yo me estoy enamorando
- 1996: Nunca me faltes